# Christijan Albers
, nizozemski dirkač Formule 1, * 16. april 1979, Eindhoven, Nizozemska.
Christijan Albers je nizozemski dirkač Formule 1, ki je debitiral v sezoni 2005 z Minardijem. Na Veliki nagradi ZDA je dosegel prve in edine točke v karieri za peto mesto, toda to je bila dirka, ki jo je zaznamoval umik dirkačev z Michelinovimi pnevmatikami zaradi nevarnih in neprimernih pnevmatik, tako da je dirkalo le šest dirkačev. V sezoni 2006 je dirkal za nekonkurenčno moštvo MF1 Racing in pričakovano ostal brez točk. V naslednji sezoni 2007 je dirkal za novo moštvo Spyker F1, toda po polovici sezone je bil zamenjan. Kot najboljši rezultat sezone je dosegel dve štirinajsti mesti.

## Dirkaški rezultati

### Pregled rezultatov
| Sezona | Serija                     | Moštvo                | Dirke | Pole | Zmage | Toč | Uvr |
| ------ | -------------------------- | --------------------- | ----- | ---- | ----- | --- | --- |
| 1997   | Formula Ford 1800 Beneluks | ?                     | ?     | ?    | ?     | ?   | 1.  |
| 1998   | Nemška Formula 3           | Van Amersfoort Racing | 20    | 1    | 2     | 120 | 5.  |
| 1998   | Britanska Formula 3        | Opel Team BSR         | 1     | 0    | 0     | 0   | NC  |
| 1998   | Velika nagrada Macaa       | Van Amersfort Racing  | 1     | 0    | 0     | ?   | NC  |
| 1998   | Masters Formule 3          | ?                     | 1     | 0    | 0     | ?   | NC  |
| 1999   | Nemška Formula 3           | Opel Team BSR         | 18    | 6    | 6     | 229 | 1.  |
| 1999   | Britanska Formula 3        | Opel Team BSR         | 1     | 0    | 0     | 0   | NC  |
| 1999   | Velika nagrada Macaa       | Opel Team BSR         | 1     | 0    | 0     | ?   | NC  |
| 1999   | Masters Formule 3          | Opel Team BSR         | 1     | 0    | 0     | ?   | 4.  |
| 1999   | F3 Korea Super Prix        | Opel Team BSR         | 1     | 0    | 0     | ?   | NC  |
| 2000   | Formula 3000               | European Arrows       | 9     | 0    | 0     | 0   | NC  |
| 2001   | DTM                        | Team Persson          | 20    | 0    | 0     | 19  | 14. |
| 2002   | DTM                        | Team Rosberg          | 20    | 0    | 0     | 5   | 20. |
| 2003   | DTM                        | HWA AMG               | 10    | 0    | 4     | 64  | 2.  |
| 2004   | DTM                        | HWA AMG               | 11    | 1    | 1     | 50  | 3.  |
| 2005   | Formula 1                  | Minardi               | 19    | 0    | 0     | 4   | 19. |
| 2006   | Formula 1                  | Midland               | 18    | 0    | 0     | 0   | 22. |
| 2007   | Formula 1                  | Spyker                | 9     | 0    | 0     | 0   | 25. |

### Formula 1
(legenda) (odebeljene dirke pomenijo najboljši štartni položaj, poševne pa najhitrejši krog, †-uvrščen kljub odstopu)
| Leto | Moštvo                      | Šasija        | Motor                   | 1       | 2       | 3      | 4       | 5       | 6       | 7      | 8       | 9       | 10      | 11     | 12      | 13      | 14      | 15     | 16     | 17      | 18     | 19     | Prv | Toč |
| ---- | --------------------------- | ------------- | ----------------------- | ------- | ------- | ------ | ------- | ------- | ------- | ------ | ------- | ------- | ------- | ------ | ------- | ------- | ------- | ------ | ------ | ------- | ------ | ------ | --- | --- |
| 2005 | Minardi F1 Team             | Minardi PS04B | Cosworth TJ2005 3.0 V10 | AVS Ret | MAL 13  | BAH 13 |         |         |         |        |         |         |         |        |         |         |         |        |        |         |        |        | 19. | 4   |
| 2005 | Minardi F1 Team             | Minardi PS05  | Cosworth TJ2005 3.0 V10 |         |         |        | SMR Ret | ŠPA Ret | MON 14  | EU 17  | KAN 11  | ZDA 5   | FRA Ret | VB 18  | NEM 13  | MAD Ret | TUR 19  | ITA 11 | BEL 14 | BRA 14  | JAP 16 | KIT 16 | 19. | 4   |
| 2006 | Midland F1 Racing           | Midland M16   | Toyota RVX-06 2.4 V8    | BAH Ret | MAL 12  | AVS 11 | SMR Ret | EU 13   | ŠPA Ret | MON 12 | VB 15   | KAN Ret | ZDA Ret | FRA 15 | NEM DSQ | MAD 10  | TUR Ret |        |        |         |        |        | 22. | 0   |
| 2006 | Spyker MF1 Team             | Midland M16   | Toyota RVX-06 2.4 V8    |         |         |        |         |         |         |        |         |         |         |        |         |         |         | ITA 17 | KIT 15 | JAP Ret | BRA 14 |        | 22. | 0   |
| 2007 | Etihad Aldar Spyker F1 Team | Spyker F8-VII | Ferrari 056 2.4 V8      | AVS Ret | MAL Ret | BAH 14 | ŠPA 14  | MON 19  | KAN Ret | ZDA 15 | FRA Ret | VB 15   | EU      | MAD    | TUR     | ITA     | BEL     | JAP    | KIT    | BRA     |        |        | 25. | 0   |